# Bob Frankston
Robert (Bob) Frankston (né le 14 juin 1949 à Brooklyn, New York) est le créateur avec Dan Bricklin du premier tableur grand public VisiCalc. Il est aussi le cofondateur de la société Software Arts (en).

## Biographie
Il est diplômé de la Stuyvesant High School de New York en 1966 et du MIT en 1970.
Il conçoit VisiCalc avec Dan Bricklin durant l'hiver 1978-1979. La première version a été commercialisée en octobre 1979. Ce tableur est l'application qui a contribué au succès de l'Apple II.
Il a reçu de nombreuses récompenses durant sa carrière :
- Association for Computing Machinery Software System Award (1985)
- MIT LCS Industrial Achievement Award
- Washington Award (2001) (Western Society of Engineers)
- Nommé au musée de l'histoire de l'ordinateur[3]